# Furna das Casas
A Furna das Casas é uma gruta portuguesa localizada na freguesia das Bandeiras, concelho da Madalena do Pico, ilha do Pico, arquipélago dos Açores.
Esta cavidade apresenta uma geomorfologia de origem vulcânica em forma de tubo de lava localizado em campo de lava. Apresenta uma largura máxima de 2.5 m. por uma altura também máxima de 60 m. Este acidente geológico encontra-se dentro do espaço da Paisagem Protegida de Interesse Regional da Cultura da Vinha da Ilha do Pico.